# 艾因杜拜
艾因杜拜 (阿拉伯语：عين دبي)是世界上最大和最高的觀景摩天輪，位於靠近阿拉伯聯合大公國杜拜杜拜碼頭的藍水島上。

## 背景
位於阿拉伯聯合大公國藍水島高250公尺的艾因杜拜（原名為杜拜之眼或杜拜-I）於 2013年2月公佈。現代建設和Starneth Engineering被任命為主要設計和施工承包商。2015年5月開工建設，預計在2019年初至年中完成。進一步的延遲將開放時間推至2020年10月20日，以配合2020年世界博覽會，但工程本身因為嚴重特殊傳染性肺炎疫情而延遲了。一年後，摩天輪於2021年10月21日開放。

## 停止運轉
該摩天輪營運不滿一年，2022年3月營運商以定期維護為理由停止對外營運，並宣稱於齋月後重新開放，但最終摩天輪並無如預期的重新開放。2023年4月，營運商再度對外說明摩天輪將無限期停止運作，直到另外公布為止，且沒有解釋理由。與此同時，德國技術監督協會撤回了摩天輪結構的認證。截至2023年10月，摩天輪依然停止運作，但夜間燈飾依然正常演出。在2024年已重新開放。

## 外部連結
- 维基共享资源上的相關多媒體資源：艾因杜拜
- 艾因杜拜 （页面存档备份，存于）

| 紀錄              | 紀錄                         | 紀錄        |
| ----------------- | ---------------------------- | ----------- |
| 前任： 豪客摩天輪 | 世界上最高的摩天輪 2021–至今 | 繼任： 現任 |